# Pula genowa
Pula genowa (ang. gene pool) − „zespół wszystkich alleli we wszystkich loci wszystkich osobników w populacji”, tzn. wszystkie geny w niej zawarte. Termin stosowany również jako określenie „zespołu alleli jednego lub kilku loci w populacji”.
Za pomocą puli genowej można scharakteryzować właściwości genetyczne populacji, w której każdy osobnik posiada unikatową kombinację genów i alleli spośród tej puli. W przypadku populacji, która nie ewoluuje, pulę jej genów można opisać za pomocą prawa Hardy’ego-Weinberga. Mechanizmy ewolucji powodują zmianę częstości alleli w puli genowej.